# Take Me Away
"Take Me Away" je pjesma kanadske pjevačice Avril Lavigne s njezina drugog studijskog albuma Under My Skin iz 2005. Napisala ju je sama Avril Lavigne, a producirao ju je Don Gilmore. Kao i njen prijašnji singl "Losing Grip" ima vrlo naoštren post grunge zvuk, zato se već u ožujku 2004. godine počeo puštati na kanadskom rock radiju. U isto vrijeme počela je promocija za "Don't Tell Me", koji je objavljen kao najavni i prvi singl s albuma Under My Skin. "Take Me Away" nije službeno objavljena kao CD ili download singl, nego samo kao kao B-strana na nekim izdanjima od singla "Don't Tell Me". Pjesma je također izdana kao radio singl u Australiji. Videospot za singl se nije snimao, pošto se nije uspio dobro plasirati na svjetskim glazbenim ljestvicama. 